# Fodor Imre (orvos)
Fodor Imre (Pécs, 1891. szeptember 10. – Budapest, 1956. április 12.) belgyógyász, az orvostudományok kandidátusa (1952).

## Élete
Fodor Béla (1859–1919) kereskedő és Berger Irma (1864–1962) gyermekeként született zsidó polgári családban. Középiskolai tanulmányait szülővárosában végezte, majd a Budapesti Tudományegyetem orvosi karának hallgatója lett, ahol 1914-ben nyerte el oklevelét. Az első világháborúban katonaorvos volt. 1918-ban a Pesti Izraelita Hitközség Szabolcs Utcai Kórházának belgyógyászatán kezdte pályáját, ahol Benedict Henrik osztályára került. 1918 és 1926 között alorvosi minőségben dolgozott, majd 1926-ban – Benedict halála után – ő lett az osztály főorvosa. A második világháború alatt munkaszolgálatos volt. 1945 augusztusától 1956-ig a Szent János Kórház II. számú Belosztályának osztályvezető főorvosa volt. 1946-ban a Szervezeti kölcsönhatások a belgyógyászati megbetegedésekben című tárgykörből magántanári képesítést szerzett. 1953-ban a Magyar Belgyógyász Társaság elnökévé választották. Szív- és keringési betegségekkel, illetve ezek klinikumával foglalkozott. Tagja volt az Egészségügyi Tudományos Tanácsnak.
Házastársa Meisel Julianna szemorvos volt, Meisel Vilmos és Schwitzer Paula lánya, akit 1938. augusztus 10-én Budapesten, a Terézvárosban vett nőül.
A Kozma utcai izraelita temetőben nyugszik (5B-10-42).

## Főbb művei
- Adatok a pleuritis mediastinalis tuberculosa kórképéhez (Weisz Árminnal, Budapest, 1924)
- A tífuszos epehólyaggyulladásról (Budapest, 1925)
- A diurezisről és fokozhatóságának módjairól (Budapest, 1926)
- Az arteria subclavia aneurizmája izoláltan a jobb kézen fejlődött dobverőujjal (Budapest, 1927)
- Az insulin alkalmazása krónikus urémiánál (Budapest, 1927)
- Klinikai észlelések a thyphus abdominalis kórképéről (Molnár Imrével, Budapest, 1927)
- A tuberkulózis határesetei (Budapest, 1927)
- Az ulkuszfájdalom nyomáspontjainak a testhelyzettől való függésről (Budapest, 1928)
- Az epekőbetegség patogenéziséről (Budapest, 1929)
- A colecystopathiák és a diabetes mellitus közti összefüggésről (Budapest, 1929)
- Allergiás jelenségek az epeutak megbetegedésében (Kunos Istvánnal, Budapest, 1931)
- Az endokrin mirigyrendszer extractumainak befolyása az egész carcinoma fejlődésére (Erős Gedeonnal és Kunos Istvánnal, Gyógyászat, 1933)
- Adat a szív koszorús verőerének heveny szívbelhártyagyulladás kapcsán előálló elzáródásához (Budapest, 1933)
- Adatok a vérglykolysis kérdéséhez (Neumann Györggyel, Budapest, 1935)
- Interferentia dissociatiónak pitvari extrasystoliával társult esete (Budapest, 1948)
- A mellkasi elvezetések jelentősége a szívizom megbetegedéseiben (Orvosi Hetilap, 1948, 6. sz.)
- A szív saját keringésének betegségei (Gyakorló Orvosok Könyvtára, Budapest, 1950)
- A szívárnyék baloldali kettős conturjának értelmezése a kéthegyű billentyű szájadékának szűkülete mellett (Fodor Imrével és Kovács Ákossal, Budapest, 1951)

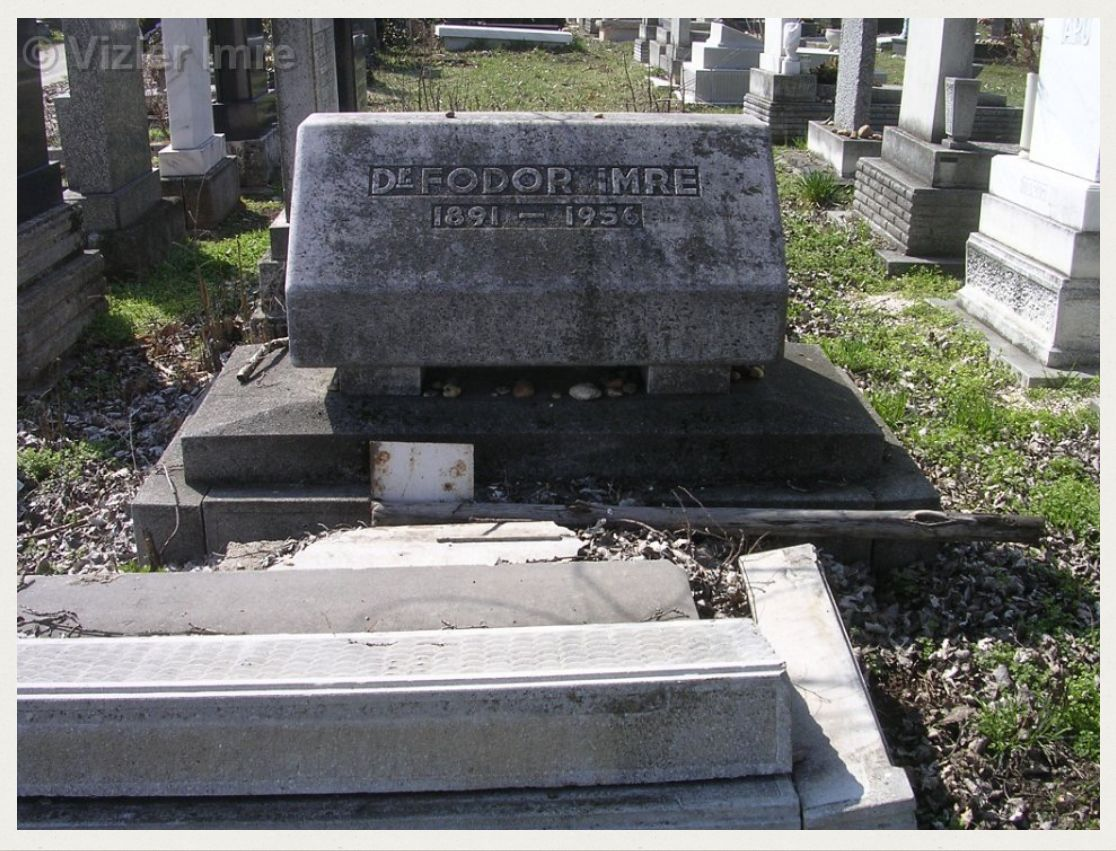
Sírja a Kozma utcai izraelita temetőben. (5B-10-42)

## Díjai, elismerései
- Kiváló Orvos (1952)
- Szocialista Munkáért Érdemérem (1955)